# Józef Śmidowicz
Józef Śmidowicz (ur. 21 sierpnia?/2 września 1888 w Żytomierzu, zm. 10 czerwca 1962 w Warszawie) – polski pianista, pedagog.

## Życiorys
Urodził się w Żytomierzu, w rodzinie Edwarda Norberta (1856–1926) i Franciszki Klaudii z Trzecieskich (1862–1946). Naukę gry na fortepianie rozpoczął pod kierunkiem ojca. W wieku dziesięciu lat wystąpił po raz pierwszy publicznie w Kisłowodsku na Kaukazie. Po wybuchu rewolucji 1905 roku przeniósł się do Warszawy, porzucając plany studiów inżynierskich w Petersburgu. Od 1909 studiował w Instytucie Muzycznym w Warszawie w klasie fortepianu Aleksandra Michałowskiego. W 1913 uzyskał dyplom ukończenia Instytutu. W latach 1918–1939 jako profesor fortepianu pracował w Wyższej Szkole Muzycznej w Warszawie. Jednocześnie prowadził intensywną działalność koncertową. W 1927, 1932, 1937 i 1955 zasiadał w jury Międzynarodowego Konkursu Pianistycznego im. Fryderyka Chopina. Do grona jego uczniów należeli: Zbigniew Grzybowski, Józef Kański, Wanda Niewiarowska, Władysław Szpilman.
Podczas okupacji niemieckiej dawał koncerty konspiracyjne i udzielał lekcji gry na fortepianie.
Po wojnie występował z recitalami chopinowskimi oraz prowadził klasę fortepianu w Państwowej Wyższej Szkole Muzycznej w Warszawie.
Był mężem Aleksandry z Michałowskich h. Jelita, córki pianisty Aleksandra Michałowskiego.
Zmarł w Warszawie, pochowany na cmentarzu Powązkowskim (Aleja Zasłużonych-1-120).

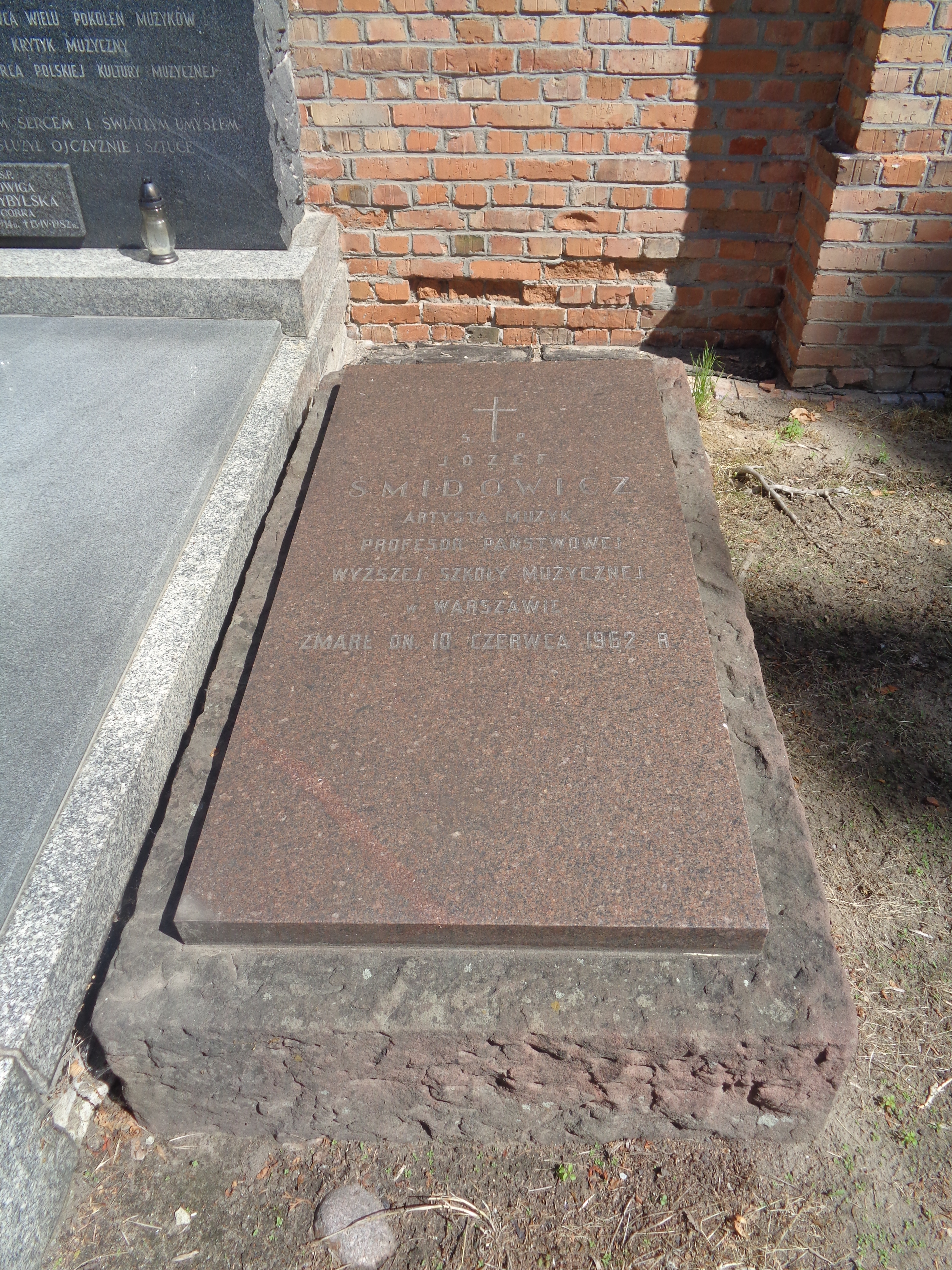
Grób Józefa Śmidowicza na cmentarzu Powązkowskim w Warszawie

## Ordery i odznaczenia
- Krzyż Kawalerski Orderu Odrodzenia Polski (11 lipca 1955)[3]
- Medal 10-lecia Polski Ludowej (19 stycznia 1955)[4]